# Bahroma
Bahroma – ukraiński zespół muzyczny, grający muzyką pop-rockową, założony w 2009 roku w Czystiakowych przez wokalistę Romana Bacharewa.

## Dyskografia

### Albumy studyjne
- Wnutri (2014)
- +-= (2016)

### Minialbumy (EP)
- Ipi (2015)